# Симонсен, Аллан (автогонщик)
А́ллан Си́монсен (дат. Allan Simonsen; 5 июля 1978, Оденсе — 22 июня 2013, Ле-Ман) — датский автогонщик, участник гонок на выносливость, победитель австралийского чемпионата GT (2007), Азиатской серии Ле-Ман (2009) в классе GT2, двукратный призёр 24 часов Ле-Мана в классе GT2 (2007, 2010).

## Карьера

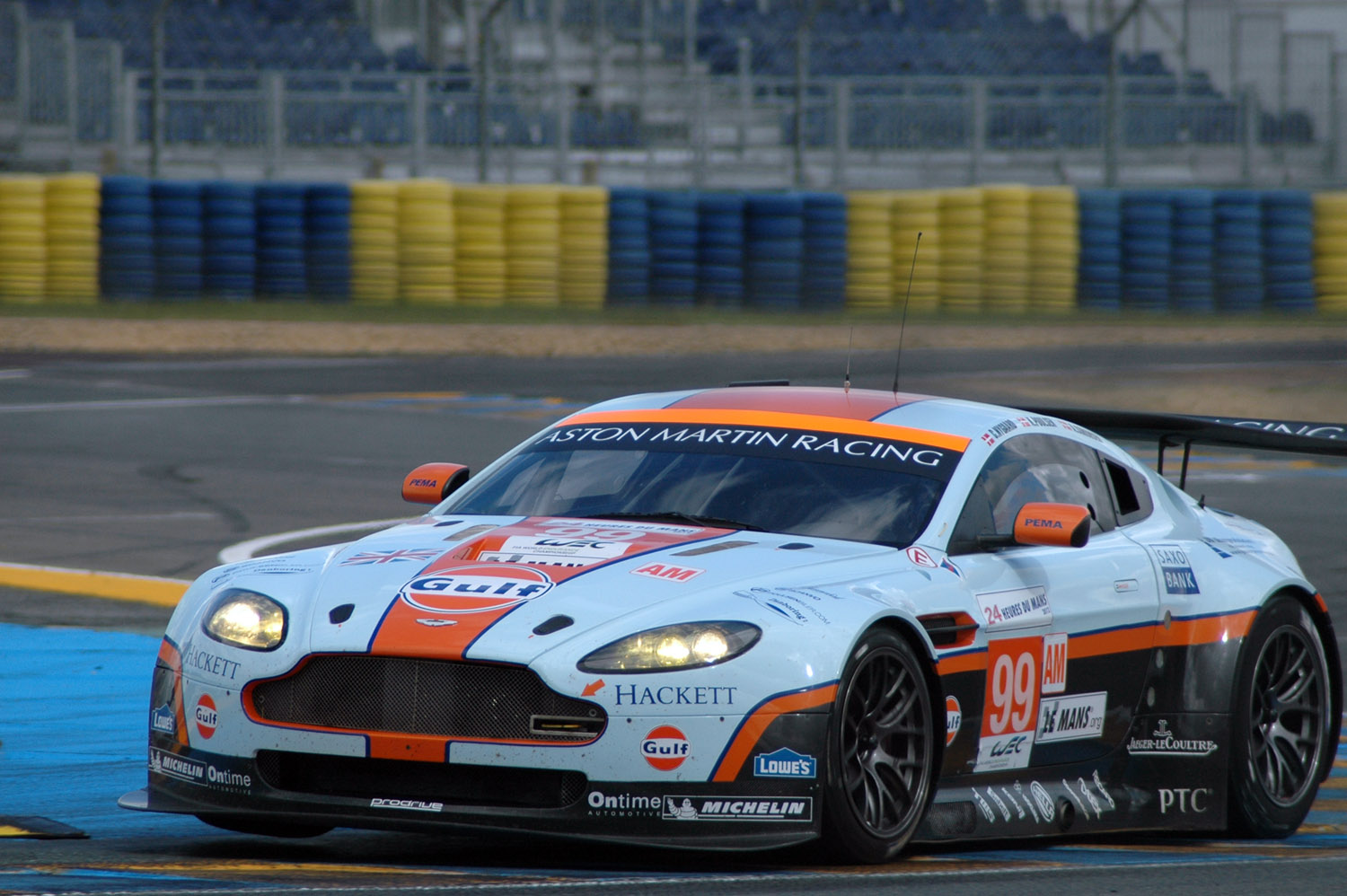
Симонсен управляет Aston Martin Vantage GTE во время свободной практики перед гонкой «24 часа Ле-Мана». 2012 год.

Дебютировав в картинге, Симонсен продолжил карьеру в гонках автомобилей с открытыми колесами, выиграв в 1999 году Датский чемпионат Формулы Форд и участвовав в гонках Формулы Палмер Ауди в 2000 году, немецкой Формулы-3 и британской Формулы Рено 2.0 в 2001 году.
В 2002 году Симонсен по финансовым причинам перешёл в кузовные гонки, приняв участие в британском чемпионате GT. С 2003 года выступал в Австралии в местных гоночных сериях: Австралийском чемпионате национального кубка, гонках «500 км Сандауна» и «1000 км Батерста» (лучший результат — 3 место в 2011 году) серии V8 Supercars, австралийском чемпионате GT (чемпион в 2007 году и вице-чемпион в 2008).
В 2007 году Симонсен занял 4-е место в Европейской серии Ле-Ман и выиграл гонку «1000 км Нюрбургринга» в классе GT2.
В 2008—2011 года Симонсен выступал с составе команды Farnbacher в Европейской серии Ле-Ман и других международных гоночных сериях. За это время он стал победителем гонки «1000 км Окаямы» в 2009 году в классе GT2 (вместе с Домиником Фарнбахером), гонки «24 часа Нюрбургринга» в классе SP7 в 2010 году (вместе с Домиником Фарнбахером, Ли Кином и Марко Зефридом).
Симонсен также 7 раз (в 2007—2013 гг.) принимал участие в гонке «24 часа Ле-Мана», дважды при этом поднявшись на подиум: третьим в 2007 году и вторым в 2010.

## Смерть
Фатальная авария произошла на 10-й минуте гонки «24 часа Ле-Мана». В сложных условиях гонки Симонсен ошибся при прохождении поворота Тертр-Руж. Автомобиль потерял управление, развернулся и ударился на выходе из поворота об ограждение, которое деформировалось настолько, что произошёл контакт с деревом на обочине дороги. Удар был так силён, что двери и крышка багажника были сорваны с петель. Симонсен сразу же был доставлен в медицинский центр. Он находился в сознании и общался с врачами, что не давало поводов для опасений за его жизнь. Но вскоре состояние Симонсена резко ухудшилось, он впал в кому и умер. Руководитель команды Дэвид Ричардс немедленно сообщил его родственникам о случившемся, и по их просьбе команда продолжила участие в гонке.
В память о Симонсене был приспущен флаг Дании, поднятый над автодромом на время гонки. Его соотечественник Том Кристенсен, ставший вместе с Аланом Макнишем и Лоиком Дювалем победителем гонки в общем зачёте, посвятил свою победу памяти Симонсена.

## Результаты в карьере
| Сезон | Серия                                                    | Позиция | Машина                               | Команда                                  |
| ----- | -------------------------------------------------------- | ------- | ------------------------------------ | ---------------------------------------- |
| 1999  | Датская Формула-Форд                                     | 1       | Van Diemen RF99 Ford                 |                                          |
| 2000  | Формула Палмер Ауди                                      | 11      | Van Diemen PA Audi                   | Team Brask                               |
| 2001  | Британская Формула Рено                                  | 26      | Tatuus FR2000 Renault                | PBR Racing                               |
| 2003  | Австралийский чемпионат национального кубка              | 8       | Ferrari 360 Challenge                | Maranello Motorsport                     |
| 2003  | V8 Supercars                                             | 67      | Holden VX Commodore                  | Garry Rogers Motorsport                  |
| 2004  | Австралийский чемпионат национального кубка              | 7       | Ferrari 550 GT2                      | Maranello Motorsport                     |
| 2004  | Австралийский чемпионат национального кубка, класс Трофи | 3       | Ferrari 360 Challenge                | Maranello Motorsport                     |
| 2004  | V8 Supercars                                             | 52      | Holden VY Commodore                  | Garry Rogers Motorsport                  |
| 2005  | V8 Utes                                                  | 10      | Ford BA Falcon XR8 Ute               | Coopers Pale Ale Racing Team             |
| 2005  | V8 Supercars                                             | 57      | Holden VY Commodore                  | Perkins Engineering                      |
| 2006  | Европейский чемпионат FIA GT3                            | 15      | Ferrari F430 GT3                     | JMB Racing                               |
| 2006  | Чемпионат FIA GT в классе GT2                            | 38      | Ferrari F430 GT3                     | Scuderia Ecosse                          |
| 2006  | Австралийский чемпионат GT                               | 11      | Ferrari 360 GT                       | Consolidated Chemical Racing Team        |
| 2006  | V8 Supercars                                             | 46      | Ford BA Falcon                       | Triple Eight Race Engineering            |
| 2007  | Австралийский чемпионат GT                               | 1       | Ferrari 360 GT Ferrari F430 GT3      | Consolidated Chemical Mark Coffey Racing |
| 2007  | Европейская серия Ле-Ман в классе LM GT2                 | 4       | Ferrari F430 GT3                     | Virgo Motorsport                         |
| 2007  | Британский чемпионат GT в классе GT3                     | 10      | Ferrari F430 GT3                     | Christians in Motorsport                 |
| 2007  | V8 Supercars                                             | 25      | Ford BF Falcon                       | Triple Eight Race Engineering            |
| 2008  | Чемпионат FIA GT в классе GT1                            | 11      | Aston Martin DBR9                    | Gigawave Motorsport                      |
| 2008  | Австралийский чемпионат GT                               | 2       | Ferrari F430 GT3                     | Maranello Motorsport                     |
| 2008  | Британский чемпионат GT в классе GT3                     | 7       | Ferrari F430 GT3                     | Christians in Motorsport                 |
| 2008  | Европейская серия Ле-Ман в классе LM GT2                 | 17      | Porsche 997 GT3-RSR                  | Team Farnbacher                          |
| 2008  | Американская серия Ле-Ман в классе GT2                   | 23      | Ferrari F430 GT3                     | Tafel Racing                             |
| 2009  | Европейская серия Ле-Ман в классе LM GT2                 | 7       | Ferrari F430 GT3                     | Team Farnbacher                          |
| 2009  | Британский чемпионат GT в классе GT3                     | 4       | Ferrari F430 GT3                     | Team Rosso Verde                         |
| 2009  | Азиатская серия Ле-Ман в классе LM GT2                   | 1       | Ferrari F430 GT3                     | Team Farnbacher                          |
| 2009  | V8 Supercars                                             | 58      | Ford FG Falcon                       | Triple Eight Race Engineering            |
| 2009  | Австралийский чемпионат GT                               | 20      | Ferrari F430 GT3                     | Maranello Motorsport                     |
| 2009  | Европейская серия Ле-Ман в классе LM GT2                 | 106     | Porsche 997 GT3 Cup                  | Farnbacher-Loles Racing                  |
| 2010  | Британский чемпионат GT в классе GT3                     | 5       | Ferrari 430 Scuderia                 | Team Rosso Verde                         |
| 2010  | Европейская серия Ле-Ман в классе LM GT2                 | 17      | Ferrari F430 GT                      | Team Farnbacher                          |
| 2010  | V8 Supercars                                             | 49      | Holden VE Commodore                  | Paul Morris Motorsport                   |
| 2011  | Европейская серия Ле-Ман в классе LM GTE Pro             | 5       | Ferrari 458 GTC                      | Team Farnbacher                          |
| 2011  | Британский чемпионат GT в классе GT3                     | 10      | Ferrari 430 Scuderia Ferrari 458 GTC | Team Rosso Verde                         |
| 2011  | V8 Supercars                                             | 32      | Holden VE Commodore                  | Kelly Racing Brad Jones Racing           |
| 2012  | V8 Supercars                                             | 52      | Ford FG Falcon                       | Dick Johnson Racing                      |
| 2012  | Австралийский чемпионат GT                               | 4       | Ferrari 458 GT                       | Maranello Motorsport                     |
| 2012  | Британский чемпионат GT в классе GT3                     | 12      | Ferrari 458 Italia                   | Team Rosso Verde                         |

### Результаты в 24 часах Ле Мана
| Год  | Команда                            | Пилотировал совместно с              | Машина                   | Класс   | Кол-во пройденных кругов | Позиция в общем зачёте | Позиция в классе |
| ---- | ---------------------------------- | ------------------------------------ | ------------------------ | ------- | ------------------------ | ---------------------- | ---------------- |
| 2007 | Autorlando Sport Farnbacher Racing | Пьер Эрет Ларс-Эрик Нильсен          | Porsche 997 GT3-RSR      | GT2     | 309                      | 21                     | 3                |
| 2008 | Kruse Schiller Motorsport          | Жан де Пурталь Хидеки Нода           | Lola B05/40-Mazda        | LMP2    | 147                      | Сход                   | Сход             |
| 2009 | Hankook Team Farnbacher            | Доминик Фарнбахер Кристиан Монтанари | Ferrari F430 GT2         | GT2     | 183                      | Сход                   | Сход             |
| 2010 | Hankook Team Farnbacher            | Доминик Фарнбахер Ли Кин             | Ferrari F430 GT2         | GT2     | 336                      | 12                     | 2                |
| 2011 | Hankook Team Farnbacher            | Доминик Фарнбахер Ли Кин             | Ferrari 458 Italia GTC   | GTE Pro | 137                      | Сход                   | Сход             |
| 2012 | Aston Martin Racing                | Кристофер Нюгор Кристиан Поульсен    | Aston Martin Vantage GTE | GTE Am  | 31                       | Сход                   | Сход             |
| 2013 | Aston Martin Racing                | Кристофер Нюгор Кристиан Поульсен    | Aston Martin Vantage GTE | GTE Am  | 2                        | Сход                   | Сход             |